# Enrique I de Brabante
Enrique I de Brabante llamado el Valiente o el Batallador (circa 1165 - Colonia, 1235), fue hijo de Godofredo el Animoso, III conde de Lovaina, duque de Lothier (Baja Lotaringia), landgrave de Brabante y marqués de Amberes, y de Margarita de Limburgo. Asociado por su padre al gobierno del ducado desde 1179, en 1183 recibió del emperador Federico I Barbarroja el título de duque de Brabante.

## Historia
Con el título de miles, nec non comes (caballero pero no conde) desde 1179 Enrique estuvo asociado a su padre en el gobierno del ducado. El mismo año contrajo matrimonio con Matilde de Boulogne, sobrina de Felipe de Alsacia, conde de Flandes. Al marchar su padre a Tierra Santa entre 1182 y 1184 se encargó del gobierno de sus posesiones. En 1183 el emperador erigió en su favor el landgraviato de Brabante en ducado de Brabante, siendo el primero de este título. A la muerte de su padre, en 1190, recibió de la Dieta reunida en Schwäbisch Hall el ducado de la Baja Lotaringia como feudo del imperio, si bien era éste ya un título nominal, al quedar reducida su soberanía al territorio del propio ducado de Brabante con el marquesado de Amberes y los feudos imperiales de Nivelles y Gembloux.

### Guerra por la sucesión del obispado de Lieja

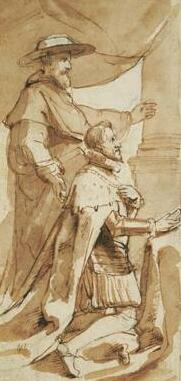
El archiduque Alberto con su patrón, el obispo san Alberto de Lovaina, dibujo de Rubens, 1640.

Nada más iniciar su gobierno se vio envuelto en la lucha por la sucesión del obispado de Lieja  que se disputaban su hermano, Alberto de Lovaina, elegido por los tres estados de la ciudad, y Alberto de Rethel, arcediano de Lieja. En medio de la disputa, el emperador Enrique VI optó por nombrar a un tercero en discordia, Lotario de Bona, tras recibir una crecida suma de dinero entregada por su hermano, el conde de Hostada. Alberto de Lovaina viajó secretamente a Roma donde obtuvo la confirmación papal de su nombramiento, pero de regreso a Brabante se encontró desasistido por su propio hermano ante la amenaza del emperador, que había hecho acto de presencia en Lieja y castigado a sus partidarios. Finalmente Alberto fue asesinado en 1192 por orden del emperador en las proximidades de Reims, donde acababa de ser consagrado por su arzobispo en nombre del papa. 
La noticia del asesinato provocó una rebelión en Lieja, de la que tuvo que huir Lotario, y la formación de una liga antiimperial con Enrique de Brabante, el obispo de Colonia y otros príncipes alemanes. El emperador cedió, abandonando a Lotario, que renunció al obispado, pero los canónigos y arcedianos se dividieron de nuevo en la elección del sucesor. La rivalidad se estableció ahora entre Simón, hijo del duque de Limburgo, de sólo dieciséis años, al que apoyaba Enrique de Brabante, y Alberto de Cuyck, preferido por el cabildo y amparado por el conde de Henao, quien obtendría por último el obispado.
Participó en la cruzada de 1197 del emperador Enrique VI a Tierra Santa, y lideró una partida tomando las ciudades de Sidón y Beirut.

### Alianzas imperiales
El mismo año murió el emperador y Enrique de Brabante dio su apoyo a Otón IV de Brunswick, elegido rey de Romanos por la fracción güelfa frente al gibelino Felipe de Suabia, hermano de Enrique VI. En 1204 cambió de alianza y aproximándose a Felipe, comprometió a su hijo Enrique recién nacido con María Hohenstaufen, hija de este. Tras el asesinato de Felipe de Suabia, en 1208, volvió a la obediencia de Otón y desencadenó una guerra contra Hugo de Pierrepont, obispo de Lieja, saqueando la ciudad en 1211. La guerra concluyó en 1213 con la estrepitosa derrota de los brabanzones en la batalla de Steps (Estepas) y la humillación del propio Enrique, que hubo de acudir a Lieja en busca de la reconciliación y postrarse de rodillas ante el obispo.
Para resarcirse de la derrota Enrique estrechó los lazos con Otón, a quien entregó en matrimonio a su hija María, y combatió a su lado en la batalla de Bouvines (1214), que concluyó con la derrota del emperador frente a Felipe Augusto, rey de Francia. Una vez que Otón fue en la práctica depuesto del trono imperial en 1215, Enrique no tardó en ofrecer su apoyo al nuevo rey de Romanos, Federico II Hohenstaufen, aunque en prueba de su promesa de fidelidad hubo de entregarle en rehén a su propio hijo, el futuro Enrique II de Brabante.

### Últimos años
Los últimos años de su reinado estuvieron marcados por su activa participación en la cruzada contra los estadingos, supuestos herejes que habitaban en la Baja Sajonia y la desembocadura del río Elba, exterminados en 1234. Murió en Colonia al año siguiente, el 3 de septiembre de 1235, repentinamente enfermo tras regresar de una misión a Inglaterra para escoltar a Isabel de Inglaterra, prometida del emperador, o a la vuelta de una Dieta en Maguncia y presa de locura, según Jehan de Outremeuse, cronista de Lieja, quien veía en ello un castigo divino por los sacrilegios que en el pasado había cometido en esta ciudad.